# Skelton-on-Ure
Skelton-on-Ure est un village et une paroisse civile du Yorkshire du Nord, en Angleterre.